# Frank Ponta
Francis Ettore Ponta (8 de noviembre de 1935-1 de junio de 2011) fue un competidor y entrenador paralímpico australiano. Compitió en deportes como baloncesto, pentatlón, natación y esgrima. Era parapléjico, perdió el uso de ambas piernas después de que le extirparon un tumor de la columna vertebral cuando era un adolescente. Fue miembro del primer equipo nacional de baloncesto en silla de ruedas de Australia y se le atribuye la expansión de este deporte en Australia Occidental. Al final de su carrera competitiva, se convirtió en entrenador, trabajando con atletas como Louise Sauvage, Priya Cooper, Madison de Rozario, Bruce Wallrodt y Bryan Stitfall. Falleció el 1 de junio de 2011 a la edad de 75 años después de una larga enfermedad.

## Biografía
Ponta nació en el suburbio de Subiaco, en Perth, el 8 de noviembre de 1935, como el mayor de nueve hermanos. En 1947 se mudó a Geraldton debido al trabajo de su padre. Asistió a la escuela de los Hermanos Cristianos en Leederville y Geraldton.
A los catorce o quince años se lesionó la espalda al zambullirse en un muelle en Geraldton, agravando un tumor en la columna vertebral. El tumor fue diagnosticado cuando tenía 17 años y después de extirparlo, perdió el uso de ambas piernas. Ingresó a la sala de lesiones de columna del Royal Perth Hospital en 1954 para su rehabilitación, donde fue entrenado en deportes por John "Johno" Johnston.
Cuando comenzó su carrera competitiva, practicaba varios deportes, en común con la mayoría de los atletas parapléjicos en ese momento. Compitió en baloncesto, pentatlón, natación y esgrima. Fue miembro del primer equipo nacional de baloncesto en silla de ruedas de Australia, formado en 1956, compuesto principalmente por jugadores de la sala de lesiones de columna del Royal Perth Hospital.

## Carrera atlética

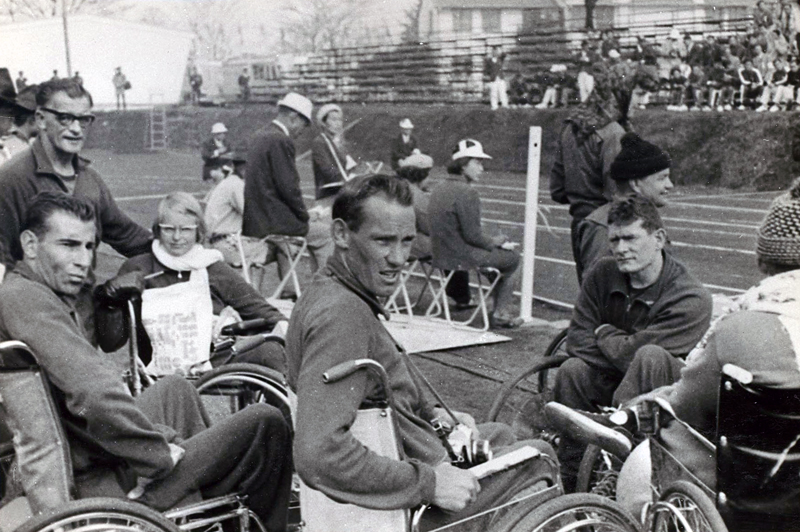
Miembros del equipo paralímpico australiano en el campo de atletismo durante los Juegos Paralímpicos de Tokio de 1964. Desde la izquierda (sentado) Frank Ponta, oficial del equipo John Johnston, Elizabeth Edmondson, una persona no identificada y Bill Mather-Brown

En 1957, compitió en los Juegos Stoke Mandeville, precursores de los Juegos Paralímpicos. Él y su compañero Bill Mather-Brown ganaron una medalla de oro en el equipo Foil Novice en el evento de esgrima en silla de ruedas. En el mismo año, compitieron en la Welsh Challenge Cup, donde la pareja también ganó el oro.
Compitió en cinco Juegos Paralímpicos, incluido el primero celebrado en Roma en 1960. Como paralímpico, ganó una medalla de oro, dos de plata y una de bronce. Participó en varios deportes, incluyendo natación adaptada, carreras, esgrima y baloncesto en silla de ruedas.
En los Juegos Paralímpicos de Verano de 1960, compitió en la Jabalina de Precisión Masculina, donde ganó una medalla de plata.  Fue miembro del equipo australiano de baloncesto adaptado en los Juegos de Parapléjicos de la Commonwealth de 1962 en Perth. En los Juegos Paralímpicos de Verano de 1964 en Tokio, compitió en natación masculina de clase 2 en el evento de 25   m pecho, donde no logró ubicarse en el podio. En esos mismos juegos, compitió en la clase 2 masculina de 25  m estilo libre, ganando una medalla de oro. También participó en esgrima adaptado en los Juegos del 1964 en el evento Eppee Team, donde no obtuvo medalla, y en Florete individual masculino, donde obtuvo la medalla de plata. En los Juegos de Tel Aviv 1968, compitió en el evento de 25 m pecho masculino de clase 2, donde no logró ganar. También compitió y obtuvo la medalla de bronce en los 25 m espalda.  Participó en la carrera en silla de ruedas de 100   m, pentatlón completo, jabalina de precisión abierta, eslalon a, y en el equipo de baloncesto en silla de ruedas. No ganó medalla en ninguno de estos eventos.
Compitió sin ganar una medalla en los Juegos de Heidelberg de 1972 en el equipo de disco, jabalina, jabalina de precisión y baloncesto en silla de ruedas.  Igualmente participó sin ganar medallas en los Juegos de Toronto de 1976, compitiendo en los eventos de disco, jabalina, pentatlón, jabalina de precisión y lanzamiento de peso, y también formó parte del equipo de baloncesto en silla de ruedas.

## Como entrenador
Ponta entrenó a varios atletas paralímpicos ganadores de medallas, entre ellos Louise Sauvage y Priya Cooper. Fue el primer entrenador de Sauvage, quien describió su estilo de entrenamiento como paciente.  
Fue influyente en el desarrollo de deportes en silla de ruedas para jóvenes en Australia Occidental y el resto del país. Impulsó a los atletas junior a hacer algo de sí mismos y a poner énfasis en la deportividad. El gobierno de Australia Occidental lo describe por haber dedicado su vida a la Asociación de Deportes en Silla de Ruedas como entrenador y modelo a seguir.
Una de sus habilidades de entrenamiento fue identificar en qué eventos se destacarían los atletas, incluyendo a Sauvage a la cual transformó de una velocista a una competidora de media y larga distancia.
Entrenó a Madison de Rozario, quien ganó una medalla en los Juegos Paralímpicos de 2008. de Rozario lo consideraba uno de sus héroes. En 2003 y 2004, entrenó a los competidores de atletismo Bruce Wallrodt y Bryan Stitfall, quienes habían ganado una beca del Western Australian Institute of Sport.

## Reconocimientos
Recibió el premio Sir Ludwig Guttman en 1984 y el premio Lord's Taverners en 1989, de Wheelchair Sports Australia y la Medalla de Deportes de Australia en 2000.
En 2003, en los premios anuales de deportes en silla de ruedas de WA, fue nombrado Entrenador del año. Recibió el premio al Ciudadano del Año de Australia Occidental en 2007. En 2011, fue uno de los primeros en ingresar al Salón de la Fama Paralímpico de Australia, junto con Louise Sauvage y George Bedbrook. En 2012, fue incluido en el Salón de la Fama Paralímpico Internacional en una ceremonia en Londres. En 2017, fue incluido en el Salón de la Fama de Sport Australia como Atleta y Miembro General.